# Осінній салон
Осінній салон (фр. Salon d'Automne) — щорічна художня виставка, що проводиться у Парижі Товариством Осіннього салону (фр. Société du Salon d'Automne). 
Осінній салон з'явився у відповідь на консервативні правила офіційного Паризького салону. Вперше салон відкрито 31 жовтня 1903 року у палаці Petit Palais. Рік потому його було перенесено до Grand Palais. Майже одразу виставка стала взірцевим показником розвитку та інновацій у живописі та скульптурі ХХ століття.
До найважливіших виставок належить салон 1905 року, під час котрого свої праці представив Анрі Матісс. Саме під час цього салону критик Луї Восель висловився: «Mais c'est la cage aux fauves!» («Але ж то клітка з дикими звірями!») — що дало назву напрямку у малярстві представленому Матіссом — фовізму. У 1910 році на Осінньому салоні було представлено роботи кубістів.
1910 року членом комітету Осіннього салону стала українка Софія Левицька.